# Erika Jayne
Vous pouvez aider à l'améliorer ou bien discuter des problèmes sur sa page de discussion.
- Il ne cite pas suffisamment ses sources. Vous pouvez indiquer les passages à sourcer avec {{référence nécessaire}} ou {{Référence souhaitée}}, et inclure les références utiles en les liant aux notes de bas de page. (Marqué depuis mars 2024)
- Certaines informations devraient être mieux reliées aux sources mentionnées dans la bibliographie ou les liens externes. Améliorez sa vérifiabilité en les associant par des références. (Marqué depuis mars 2024)

- Archive Wikiwix
- Bing
- Cairn
- DuckDuckGo
- E. Universalis
- Gallica
- Google
- G. Books
- G. News
- G. Scholar
- Persée
- Qwant
- (zh) Baidu
- (ru) Yandex
- (wd) trouver des œuvres sur Wikidata

Erika Jayne ou Erika Girardi (de son vrai nom Erika Chahoy) est une chanteuse américaine, née le 10 juillet 1971 à Atlanta en Georgie.
Depuis 2015, elle est l'une des vedettes de l'émission de télé-réalité Les Real Housewives de Beverly Hills.
Elle est l'ex-femme de Thomas Girardi (en), un avocat américain.

## Biographie

### Jeunesse
Erika Jayne est née à Atlanta, en Géorgie le 10 juillet 1971. Elle est la fille de Renee Chahoy. Ses parents ont rompu avant son premier anniversaire. Elle est diplômée de la North Atlanta High School. À 18 ans, elle déménage à New York.

### Carrière

#### Cinéma et téléréalité
Elle a fait ses débuts dans New York, police judiciaire. Elle a également eu des rôles dans les films indépendants Alchemy et Lowball.
En 2015, elle a rejoint le casting de l’émission de télé-réalité Les Real Housewives de Beverly Hills sur Bravo pour la sixième saison de l’émission.
En décembre 2016, elle a joué dans Les Feux de l'amour avec son ancienne co-star des Real Housewives, Eileen Davidson, qui joue Ashley Abbott dans la série.
En 2019, elle a joué le rôle de Roxie Hart dans une production de Broadway de Chicago. En raison de la COVID-19, la production a été arrêtée après seulement deux mois de spectacles.

#### Musique
Selon son autobiographie Pretty Mess, c'est le producteur de musique Peter Rafelson qui a eu l’idée de changer son nom en « Erika Jayne ». Le premier single d'Erika, Roller Coaster, est sorti le 1er janvier 2007. La chanson s’est classée numéro un sur le Billboard Hot Dance Club Play chart. Le premier album d'Erika, Pretty Mess, est sorti aux États-Unis le 11 août 2009. Elle a sorti plusieurs singles de 2010 à 2018, dont Painkillr et How Many Fucks.
Tout au long de sa carrière musicale, Erika s’est produite dans plusieurs boîtes de nuit gays et événements LGBT Pride, y compris LA Pride. En 2018, elle a entrepris sa première tournée de concerts en tête d’affiche, Erika Jayne Presents: The Pretty Mess Tour, visitant 13 villes à travers les États-Unis. En avril 2023, elle annonce Bet It All on Blonde, une résidence de concert à Las Vegas à la House of Blues de Mandalay Bay.

#### Vie privée
Alors qu’elle vivait à New York, elle a rencontré Thomas Zizzo qui travaillait comme DJ dans un club de Manhattan. Le couple s’est marié en décembre 1991 à la cathédrale Saint-Patrick. Peu de temps après, elle a donné naissance à un fils, Thomas Zizzo Jr. En 1996, le couple divorce et Erika déménage à Los Angeles pour poursuivre son rêve de devenir chanteuse.
En janvier 2000, elle épouse Thomas Girardi, un avocat du centre-ville de Los Angeles qu’elle a rencontre en 1998. En novembre 2020, elle a annoncé leur séparation et elle demande le divorce. Un mois après l’annonce du divorce, le couple a été nommé dans une poursuite pour avoir prétendument détourné des fonds destinés aux familles des victimes de l’accident d’avion de Lion Air en 2018. Les médias ont rapporté que le divorce pourrait être une « imposture » pour cacher des actifs.
Le 17 décembre 2020, un article du Los Angeles Times a allégué que Thomas « avait volé des millions de dollars à des clients vulnérables » et avait indûment acheminé plus de 20 millions de dollars d’indemnisation des victimes à EJ Global, une société créée pour financer la carrière de la chanteuse. Un documentaire sur les problèmes juridiques très médiatisés du couple intitulé The Housewife and the Hustler a été diffusé sur Hulu le 14 juin 2021. Le 31 août 2022, elle a remporté une victoire juridique dans une poursuite pour fraude de 5 millions de dollars, par laquelle le juge a statué que les demandeurs ne pouvaient pas prouver qu’elle avait connaissance de la fraude présumée ou qu’elle y avait participé.

## Discographie

### Albums
- 2009 : Pretty Mess

### Singles
- 2007 : Roller Coaster
- 2007 : Stars
- 2009 : Give You Everything
- 2010 : Pretty Mess
- 2010 : One Hot Pleasure
- 2011 : Party People (Ignite the World)
- 2013 : Get It Tonight (feat : Flo Rida)
- 2014 : Painkillr
- 2014 : You Make Me Wanna Dance
- 2015 : Crazy (feat : Maino)
- 2016 : How Many Fucks ?
- 2017 : XXPEN$IVE
- 2018 : Cars
- 2023 : Drip Drop
- 2024 : Bounce
- 2024 : Dominos

## Filmographie

### Cinéma
- 1992 : Fly by Night : Debbie (non crédité)
- 1996 : Lowball : Kate

### Télévision

#### Téléfilms
- 1992 : Alchemy : Kitty

- 2016 : Sharknado 4 (Sharknado 4: The 4th Awakens) : Frances

#### Séries télévisées
- 1990 : New York, police judiciaire (Law & Order) : Suzanne Morton (saison 1, épisode 1)
- 1991 : New York, police judiciaire (Law & Order) : Une jeune fille (saison 1, épisode 14)
- 1997 : Haute Tension (High Incident) : Cindy Butterworth (saison 2, épisode 19)
- 2016 - 2018 : Les Feux de l'amour (The Young and the Restless) : Farrah Dubose (4 épisodes)
- 2018 : Hit the Floor : Beverly (saison 4, épisode 6)
- 2021 : The Prince : elle-même (voix) (saison 1, épisode 4)

#### Émissions de télé-réalité
- depuis 2015 : Les Real Housewives de Beverly Hills (The Real Housewives of Beverly Hills) (depuis la saison 6)
- 2016 : Aquamen : les rois des aquariums (Tanked) (saison 11, épisode 3)
- 2017 : Dancing with the Stars (saison 24 - semaines 1 à 5, éliminée)
- 2018 : Hollywood Medium (saison 3, épisode 5)
- 2025 : Denise Richards & Her Wild Things (épisode 3)
- 2025 : The Masked Singer : Le Yorkshire (saison 13 - semaines 7 à 9)